# 奉恒高
奉恒高（1938年11月—2022年6月8日），男，瑶族，广西富川人，中华人民共和国政治人物，中共党员、高级经济师。曾任广西壮族自治区人民政府副主席兼自治区扶贫开发办公室主任，第九、第十届全国人大常务委员会委员、民族委员会委员，中共第十四、十五届党代表并当选为第十四届中共中央委员。

## 生平
1938年11月生于广西富川瑶族自治县福利镇浮田村滑子湾屯。1959年9月至1963年7月，在广西农学院农业机械化系农业机械专业学习。1963年7月毕业于广西农学院农机系。
1963年8月至1975年11月，任广西壮族自治区梧州地区农机处、地区农机研究所、地区八步机械厂技术员，地区八步拖拉机修配厂技术员、车间主任。1975年11月至1981年1月，任梧州地区农机局生产技术科科长、工程师。
1981年1月至1983年，任富川瑶族自治县副县长。1983年至1984年8月，任富川瑶族自治县代县长、中共富川瑶族自治县委书记。
1984年8月至1985年10月，任中共河池地委副书记。1985年10月至1991年1月，任中共河池地委副书记、河池地区行署专员。1991年1月至1992年8月任中共河池地委书记、河池地区行署专员。1992年8月至1995年1月任中共河池地委书记。
1995年1月至1998年，任广西壮族自治区人民政府副主席兼自治区扶贫开发办公室主任。
1998年3月，第九届全国人大第一次会议上，他当选为全国人民代表大会常务委员会委员。2003年3月，当选为第十届全国人大常委会委员、全国人大民族委员会委员。此外他担任中共第十四届中央候补委员。
2009年1月退休。2022年6月8日3时9分在南宁逝世。